# Organizacija afriške enotnosti
Organizacija afriške enotnosti (angleško Organization of African Unity, OAU, francosko Organisation de l'Unité Africaine, OUA) je nekdanja politična organizacija v Afriki, ustanovljena 25. maja 1963 v Adis Abebi, glavnem mestu Etiopije, in razpuščena 9. julija 2002, ko jo je nadomestila Afriška unija.

## Ustanovitev
Ob doseženi neodvisnosti je več afriških držav izrazilo željo po doseganju večje enotnosti na celini, pri čemer sta nastali dve dogmatični skupini:
- Skupina Casablanca s prvopostavljenim predsednikom Gane Kwamejem Nkrumahom je želela federacijo vseh afriških držav; poleg Gane so bile v tej skupini prisotne še t. i. »progresivne države« Alžirija, Egipt, Gvineja, Libija, Mali in Maroko.
- Skupina Monrovia, ki jo je vodil predsednik Senegala Léopold Sédar Senghor, je želela graditi postopoma z gospodarskim sodelovanjem in ni podpirala ideje politične federalizacije; v tej skupini so bile poleg Senegala še Etiopija, Liberija, Nigerija in večina nekdanjih francoskih kolonij.

Spor je bil razrešen s povabilom etiopskega cesarja Haileja Selassieja I. obema skupinama v Adis Abebo, kjer je bila pozneje tudi ustanovljena Organizacija afriške enotnosti. Ustanovno listino Organizacije je podpisalo 32 neodvisnih afriških držav.

## Cilji
Organizacija je imela ob ustanovitvi dva glavna cilja:
- spodbujanje enotnosti in solidarnosti med afriškimi državami za zagotovitev dolgoročne gospodarske in politične prihodnosti Afrike,
- oslabitev in izkoreninjenje vseh vrst dolgoletnega kolonializma, in sicer z zaščito interesov že neodvisnih držav in pomočjo drugim kolonijam, ki tega še niso dosegle, ter z ohranitvijo nevtralnosti v zadevah svetovne politike, s čimer je Organizacija želela preprečiti ponovno odvisnost katerekoli njene članice od držav izven Afrike.

Poleg teh dveh ciljev je imela Organizacija v načrtu tudi zagotovitev človekovih pravic in dvig življenjskega standarda po vsej Afriki ter reševanje sporov med njenimi članicami po mirni poti.
Organizacija je bila že kmalu široko zasmehovana kot »debatni krožek« z malo moči. Imela je nemalo težav pri uveljavljanju svojih odločitev, intervencije so bile ob pomanjkanju oboroženih sil zelo otežkočene. V Angoli in Nigeriji sta se več let odvijali državljanjski vojni, pri čemer Organizacija ni mogla narediti ničesar, da bi ju ustavila. Njeno učinkovitost je omejevala tudi politika nevmešavanja v notranje zadeve svojih članic. Tako je bila ob kratenju človekovih pravic v Ugandi za časa Idi Amina v 70. letih 20. stoletja brez moči, da bi ga zaustavila.
Organizacijo je za združevanje Afričanov pohvalil nekdanji generalni tajnik Združenih narodov, Ganec Kofi Annan. Kljub temu so kritike kazale, da je Organizacija afriške enotnosti v 39 letih svojega obstoja naredila le malo za zaščito pravic in svoboščin Afričanov pred njihovimi političnimi voditelji, pogosto označenimi kot diktatorji.

## Vrhovna srečanja OAU
| Gostiteljsko mesto | Gostiteljska država          | Datum                             |
| ------------------ | ---------------------------- | --------------------------------- |
| Adis Abeba         | Etiopija                     | 22.–25. maj 1963                  |
| Kairo              | Egipt                        | 17.–21. julij 1964                |
| Akra               | Gana                         | 21.–26. oktober 1965              |
| Adis Abeba         | Etiopija                     | 5.–9. november 1966               |
| Kinšasa            | Demokratična republika Kongo | 11.–14. september 1967            |
| Algiers            | Alžirija                     | 13.–16. september 1968            |
| Adis Abeba         | Etiopija                     | 6.–10. september 1969             |
| Adis Abeba         | Etiopija                     | 1.–3. september 1970              |
| Adis Abeba         | Etiopija                     | 21.–23. junij 1971                |
| Rabat              | Maroko                       | 12.–15. junij 1972                |
| Adis Abeba         | Etiopija                     | 27.–28. maj 1973                  |
| Mogadišu           | Somalija                     | 1974                              |
| Kampala            | Uganda                       | 28. julij–1. avgust 1975          |
| Port Louis         | Mavricij                     | 2.–6. julij 1976                  |
| Libreville         | Gabon                        | 2.–5. julij 1977                  |
| Kartum             | Sudan                        | 18.–22. julij 1978                |
| Monrovia           | Liberija                     | 17.–20. julij 1979                |
| Freetown           | Sierra Leone                 | 1.–4. julij 1980                  |
| Nairobi            | Kenija                       | 24.–27. junij 1981                |
| Adis Abeba         | Etiopija                     | 6.–12. junij 1983                 |
| Adis Abeba         | Etiopija                     | 12.–15. november 1984             |
| Adis Abeba         | Etiopija                     | 18.–20. julij 1985                |
| Adis Abeba         | Etiopija                     | 28.–30. julij 1986                |
| Adis Abeba         | Etiopija                     | 27.–29. julij 1987                |
| Adis Abeba         | Etiopija                     | Izredni vrh: oktober 1987         |
| Adis Abeba         | Etiopija                     | 25.–28. maj 1988                  |
| Adis Abeba         | Etiopija                     | 24.–26 julij 1989                 |
| Adis Abeba         | Etiopija                     | 9.–11. julij 1990                 |
| Abuja              | Nigerija                     | 3.–5. julij 1991                  |
| Dakar              | Senegal                      | 29. junij – 1. julij 1992         |
| Kairo              | Egipt                        | 28.–30. junij 1993                |
| Tunis              | Tunizija                     | 13.–15. junij 1994                |
| Adis Abeba         | Etiopija                     | 26.–28. junij 1995                |
| Yaoundé            | Kamerun                      | 8.–10. junij 1996                 |
| Harare             | Zimbabve                     | 2.–4. junij 1997                  |
| Ouagadougou        | Burkina Faso                 | 8.–10. junij 1998                 |
| Algiers            | Alžirija                     | 12.–14. julij 1999                |
| Sirte              | Libija                       | Izredni vrh: 6.–9. september 1999 |
| Lomé               | Togo                         | 10.–12. julij 2000                |
| Lusaka             | Zambija                      | 9.–11. julij 2001, zadnji vrh OAU |

## Članice OAU po datumu pristopa (53 držav)
| Datum              | Države                   | Opombe |
| ------------------ | ------------------------ | --- |
| 25. maj 1963       | Alžirija                 | |
| 25. maj 1963       | Burundi                  | |
| 25. maj 1963       | Kamerun                  | |
| 25. maj 1963       | Srednjeafriška republika | |
| 25. maj 1963       | Čad                      | |
| 25. maj 1963       | Kongo                    | |
| 25. maj 1963       | DR Kongo                 | 1971–97 Zaire |
| 25. maj 1963       | Dahomej                  | od leta 1975 Benin |
| 25. maj 1963       | Egipt                    | |
| 25. maj 1963       | Etiopija                 | |
| 25. maj 1963       | Gabon                    | |
| 25. maj 1963       | Gana                     | |
| 25. maj 1963       | Gvineja                  | |
| 25. maj 1963       | Slonokoščena obala       | Od leta 1985 Côte d'Ivoire |
| 25. maj 1963       | Liberija                 | |
| 25. maj 1963       | Libija                   | |
| 25. maj 1963       | Madagaskar               | |
| 25. maj 1963       | Mali                     | |
| 25. maj 1963       | Mavretanija              | |
| 25. maj 1963       | Maroko                   | Izstop 12. novembra 1984 kot protest proti članstvu Zahodne Sahare. Maroko je januarja 2017, 33 let po izstopu, pristopil k Afriški uniji.              |
| 25. maj 1963       | Niger                    | |
| 25. maj 1963       | Nigerija                 | |
| 25. maj 1963       | Ruanda                   | |
| 25. maj 1963       | Senegal                  | |
| 25. maj 1963       | Sierra Leone             | |
| 25. maj 1963       | Somalija                 | |
| 25. maj 1963       | Sudan                    | |
| 25. maj 1963       | Tanganjika               | Tanganjika in Zanzibar sta se 26. aprila 1964 združila v Združeno republiko Tanganjika in Zanzibar, ki se je 1. novembra 1964 preimenovala v Tanzanijo. |
| 25. maj 1963       | Togo                     | |
| 25. maj 1963       | Tunizija                 | |
| 25. maj 1963       | Uganda                   | |
| 25. maj 1963       | Zgornja Volta            | od leta 1984 Burkina Faso |
| 25. maj 1963       | Zanzibar                 | Tanganjika in Zanzibar sta se 26. aprila 1964 združila v Združeno republiko Tanganjiko in Zanzibar, ki se je 1. novembra 1964 preimenovala v Tanzanijo. |
| 13. december 1963  | Kenija                   | |
| 13. julij 1964     | Malavi                   | |
| 16. december 1964  | Zambija                  | |
| Oktober 1965       | Gambija                  | |
| 31. oktober 1966   | Bocvana                  | |
| 31. oktober 1966   | Lesoto                   | |
| Avgust 1968        | Mavricij                 | |
| 24. september 1968 | Svazi (zdaj Esvatini)    | |
| 12. oktober 1968   | Ekvatorialna Gvineja     | |
| 19. november 1973  | Gvineja Bissau           | |
| 11. februar 1975   | Angola                   | |
| 18. julij 1975     | Zelenortski otoki        | |
| 18. julij 1975     | Komori                   | |
| 18. julij 1975     | Mozambik                 | |
| 18. julij 1975     | Sveti Tomaž in Princ     | |
| 29. junij 1976     | Sejšeli                  | |
| 27. junij 1977     | Džibuti                  | |
| 1. junij 1980      | Zimbabve                 | |
| 22. februar 1982   | Zahodna Sahara           | |
| 3. junij 1990      | Namibija                 | |
| 24. maj 993        | Eritreja                 | |
| 6. junij 1994      | Južna Afrika             | |